# Théorème des nombres premiers

Une illustration du théorème des nombres premiers : en rouge, le nombre de nombres premiers inférieurs ou égaux à x ; en vert, une approximation utilisant ; en bleu, une approximation utilisant l'intégrale logarithmique.

En mathématiques, et plus précisément en théorie analytique des nombres, le théorème des nombres premiers, démontré indépendamment par Hadamard et La Vallée Poussin en 1896, est un résultat concernant la distribution asymptotique des nombres premiers.

## Énoncé
Théorème — La fonction π qui à un réel x associe π(x) le nombre de nombres premiers inférieurs ou égaux à x, est équivalente lorsque x tend vers +∞, au quotient de x par son logarithme népérien :
c'est-à-dire : 

## Énoncés équivalents
Le théorème des nombres premiers équivaut à {\displaystyle \pi (x)\ln(\pi (x))\sim x} lorsque {\displaystyle x\rightarrow \infty } donc au comportement asymptotique suivant,, pour le n-ième nombre premier {\displaystyle p_{n}} :
Il équivaut aussi à
et à
puisque chacune des deux fonctions de Tchebychev {\displaystyle \theta (x):=\sum _{p\in \mathbb {P} ,~p\leq x}\ln p\quad } et {\displaystyle \quad \psi (x):=\sum _{p\in \mathbb {P} ,~k\in \mathbb {N} ^{*},~p^{k}\leq x}\ln p}, où {\displaystyle \mathbb {P} } désigne l'ensemble des nombres premiers, est asymptotiquement équivalente à {\displaystyle \pi (x)\ln x} lorsque {\displaystyle x\rightarrow \infty }.
Le théorème des nombres premiers est également équivalent, en un certain sens, à l’assertion selon laquelle la fonction zêta de Riemann ne s’annule pas sur l’abscisse de partie réelle 1 :

## Approximations asymptotiques
Un approximant de π(x) nettement meilleur que x/ln(x) est la fonction logarithme intégral li(x) ou sa variante, la fonction d'écart logarithmique intégrale Li(x) :
où
Voir les sections Histoire et Exemples d'estimations numériques ci-dessous pour des estimations de l'erreur de ces approximations.

## Histoire
Le théorème des nombres premiers a été conjecturé dans la marge d'une table de logarithmes par Gauss en 1792 ou 1793 alors qu'il avait seulement 15 ou 16 ans (selon ses propres affirmations ultérieures) et par Adrien-Marie Legendre (ébauche en l'An VI du calendrier républicain, soit 1797-1798, conjecture précise en 1808).
Le Russe Pafnouti Tchebychev a établi en 1851 que si x est assez grand, π(x) est compris entre 0,92129x/ln(x) et 1,10556x/ln(x),.
Le théorème a finalement été démontré indépendamment par Hadamard et La Vallée Poussin en 1896 à l'aide de méthodes d'analyse complexe, utilisant en particulier la fonction ζ de Riemann.
En 1899, La Vallée Poussin a affiné son résultat en montrant que (avec la notation O de Landau)
{\displaystyle \pi (x)={\rm {li}}(x)+O\left(x\exp \left(-{\sqrt {\frac {\ln x}{2V}}}\right)\right)}
pour une certaine constante V. Landau (en 1909) puis bien d'autres ont travaillé à réduire la taille admissible de cette constante V , avec une méthode dans laquelle V  mesure une propriété extrémale d'une certaine classe de polynômes trigonométriques,. On sait que V = 34,5036 convient. Le problème de la détermination avec cette méthode de la valeur V  la plus petite possible est connu sous le nom de « Problème extrémal de Landau ». C'est un sujet de recherche intéressant en soi, indépendamment de son application à l'estimation de La Vallée Poussin. Laquelle application est devenue d'ailleurs purement anecdotique depuis qu'on dispose de l'estimation de Vinogradov-Korobov-Richert (voir juste ci-dessous) qui est bien meilleure, et qui implique en particulier qu'on peut remplacer V  par un nombre aussi petit qu'on veut dans celle de La Vallée Poussin.
Contrairement à ce que peut laisser penser l'expérimentation numérique, li(x) n'est pas toujours supérieur à π(x). Le mathématicien anglais John Littlewood a démontré, dès 1914, qu'il y a des x pour lesquels cette inégalité est inversée,.
À cause de la relation entre la fonction ζ et la fonction π, l'hypothèse de Riemann a une importance considérable en théorie des nombres : si elle était démontrée, cela produirait de loin une bien meilleure estimation de l'erreur intervenant dans le théorème des nombres premiers.
Helge von Koch en 1901 a montré plus précisément :
(Cette dernière estimation est en fait équivalente à l'hypothèse de Riemann). On est encore loin d'une évaluation si précise. En revanche, on sait que toute amélioration de la région sans zéro de la fonction ζ améliore de facto le terme d'erreur du théorème des nombres premiers. La meilleure région sans zéro actuellement connue a été obtenue en 1958 par Korobov et Vinogradov.
[Cette région était un peu trop « optimiste » et n'a jamais été rigoureusement établie, ni par Vinogradov, ni par Korobov, ni par personne d'autre. Elle a été finalement remplacée par une région plus petite (mais établie par une preuve) par Hans-Egon Richert en 1967].
La région de Richert implique le résultat suivant :
{\displaystyle \pi (x)={\rm {li}}(x)+O\left(x\exp \left(-c(\ln x)^{3/5}(\ln \ln x)^{-1/5}\right)\right),}
où c > 0 est une constante absolue.
En ce qui concerne des majorations explicites, mentionnons les travaux de Rosser et Schoenfeld (en) (1962, 1975, 1976), puis ceux de Dusart (1998). À l'aide d'ordinateurs de plus en plus puissants, ces chercheurs ont pu déterminer de plus en plus de zéros non triviaux de la fonction ζ sur la droite critique. Cette meilleure connaissance implique de bonnes estimations des fonctions usuelles de nombres premiers, avec ou sans l'hypothèse de Riemann. Ainsi Schoenfeld a-t-il pu établir :
alors que, sans condition, Dusart a démontré que
{\displaystyle \forall x\geq 59,\quad \left|\pi (x)-{\rm {Li(x)}}\right|<2K{\frac {x}{(\ln x)^{3/4}}}\exp \left(-{\sqrt {\frac {\ln x}{R}}}\right),}où
{\displaystyle R\approx 9,645908801{\text{ et }}K={\frac {\sqrt {8/(17\pi )}}{R^{1/4}}}\approx 0,2196.}
En ce qui concerne les sommes des puissances des nombres premiers, une simple sommation d'Abel livre, à partir du théorème des nombres premiers,
{\displaystyle \forall \alpha >-1,\quad \sum _{p<x}p^{\alpha }\sim {\frac {x^{\alpha +1}}{(\alpha +1)\ln x}}\sim {\rm {li}}(x^{\alpha +1})}.
Le cas α = 0 de cette équivalence est bien entendu le théorème des nombres premiers ; le cas α = 1 a été traité par Edmund Landau en 1909. Le cas α = –1, pour lequel cette équivalence ne s'applique pas, est donné par le deuxième théorème de Mertens : {\displaystyle \sum _{p<x}{\frac {1}{p}}=\ln \ln x+M+O(1/\ln x)}.

## Ébauche de la preuve
On commence par écrire l'égalité entre le produit d'Euler et la factorisation de Weierstrass de la fonction zêta :
{\displaystyle \zeta (s)=\prod _{p\in \mathbb {P} }\ {\frac {1}{1-p^{-s}}}={\frac {\mathrm {e} ^{a+bs}}{s-1}}\prod _{\rho \in Z}\left(1-{\frac {s}{\rho }}\right)\mathrm {e} ^{\frac {s}{\rho }}}
avec s de partie réelle strictement supérieure à 1, Z l'ensemble des zéros (triviaux et non triviaux) de zêta et a, b des constantes. On prend ensuite la dérivée logarithmique :
{\displaystyle {\frac {\zeta '(s)}{\zeta (s)}}=-\sum _{p\in \mathbb {P} }{\frac {p^{-s}}{1-p^{-s}}}\ln p=b-{\frac {1}{s-1}}+\sum _{\rho \in Z}{\frac {s}{\rho (s-\rho )}}}
Grâce à la série entière complexe {\displaystyle {\frac {z}{1-z}}=\sum _{n=1}^{\infty }z^{n}} pour |z| < 1, il vient {\displaystyle \sum _{p\in \mathbb {P} }{\frac {p^{-s}}{1-p^{-s}}}\ln p=\sum _{p\in \mathbb {P} ,\;n\geq 1}p^{-ns}\ln p}. On voit également que {\displaystyle b+1=\zeta '(0)/\zeta (0)=\ln 2\pi }, ce qui donne
{\displaystyle \sum _{p\in \mathbb {P} ,\;n\geq 1}p^{-ns}\ln p=-\ln 2\pi +{\frac {s}{s-1}}-\sum _{\rho \in Z}{\frac {s}{\rho (s-\rho )}}}
pour Re(s) > 1. On veut maintenant intégrer cette égalité contre la fonction xs / s (avec x constante fixée). Le contour d'intégration est un rectangle de côté droit {Re(s) = σ} avec σ > 1 et qui s'étend à l'infini verticalement et à gauche. Après des calculs faisant appel au théorème des résidus, on obtient la célèbre formule explicite de Riemann (en), pour x > 0 non puissance d'un nombre premier :
{\displaystyle \sum _{p\in \mathbb {P} ,\;m\geq 1,\;p^{m}<x}\ln p=x-\sum _{\rho }{\frac {x^{\rho }}{\rho }}-\ln 2\pi -{\frac {1}{2}}\ln \left(1-{\frac {1}{x^{2}}}\right)}
avec cette fois ρ balayant seulement les zéros non triviaux de zêta (les triviaux ont été regroupés dans le dernier terme). À gauche on reconnaît la fonction de Tchebychev ψ(x), asymptotiquement équivalente à π(x)ln(x). Le théorème des nombres premiers est par conséquent presque démontré, puisqu'à droite on voit le terme x attendu. Le dernier point à montrer est que les autres termes de droite sont négligeables devant x, autrement dit qu'il n'y a pas de zéro ρ dont la partie réelle est 1. Ce point a été prouvé par Hadamard et La Vallée Poussin.

## Ce qu'il advint de la «profondeur»
Il est convenu de distinguer plusieurs types de démonstrations mathématiques, en fonction du degré de sophistication des théories mathématiques auxquelles on fait appel ; le théorème des nombres premiers fournit un prototype pour ce genre de considérations.
On a longtemps cru, au début du XXe siècle, et notamment Godfrey Hardy, que toute démonstration du théorème des nombres premiers devait forcément faire appel à des théorèmes d'analyse complexe ; ce qui par ailleurs pouvait paraître frustrant pour un énoncé semblant porter essentiellement sur les nombres entiers (quoique nécessitant les nombres rationnels, voire les nombres réels pour pouvoir être énoncé). C'était donc un défi pour les mathématiciens d'essayer de trouver une démonstration élémentaire de ce théorème — élémentaire ne voulant pas dire simple, ni peu sophistiquée, mais seulement faisant le moins possible appel à des méthodes externes, à l'arithmétique dans notre cas — ou bien de comprendre précisément pourquoi certains énoncés ne sont accessibles qu'avec des méthodes plus évoluées que ce à quoi on pouvait s'attendre. Hardy parlait donc de « profondeur » des théorèmes et pensait que le théorème des nombres premiers faisait partie des énoncés dont la « profondeur » ne les rendait accessibles que par le biais de l'analyse complexe.
Une première brèche dans cette conception fut la découverte d'une démonstration basée seulement sur le théorème taubérien de Wiener ; mais il n'était pas clair qu'on ne puisse pas attribuer à ce théorème une « profondeur » équivalente aux théorèmes issus de l'analyse complexe.
Le débat fut tranché en 1949, quand Paul Erdős et Atle Selberg, donnèrent chacun une démonstration indéniablement élémentaire du théorème des nombres premiers,. Quelle que soit la valeur du concept de « profondeur », celle du théorème des nombres premiers n'exigeait pas d'analyse complexe. De manière plus générale, la découverte de ces démonstrations élémentaires provoqua un regain d'intérêt pour les méthodes de crible, qui trouvèrent ainsi toute leur place dans l'arithmétique.
En dépit du caractère « élémentaire » de cette démonstration, elle restait complexe et souvent jugée artificielle ; en 1980, Donald J. Newman découvrit une élégante application d'un théorème taubérien permettant (après de nouvelles simplifications) de donner une démonstration très courte n'utilisant guère plus que le théorème des résidus ; Don Zagier en a fourni une présentation de deux pages en 1997, pour le centenaire du théorème,.

## Approximations dun-ième nombre premier
Le théorème des nombres premiers dit que la suite des nombres premiers, {\displaystyle (p_{n})_{n\in \mathbb {N} }}, vérifie :
{\displaystyle {\frac {p_{n}}{n}}\sim \ln n}.
Des résultats de La Vallée Poussin de 1899, on déduit des développements asymptotiques bien plus précis que cet équivalent. Par exemple (avec la notation o de Landau) :
{\displaystyle {\frac {n}{p_{n}}}={\frac {1}{\ln p_{n}}}+{\frac {1}{(\ln p_{n})^{2}}}+{\frac {2}{(\ln p_{n})^{3}}}+{\frac {6}{(\ln p_{n})^{4}}}+o\left({\frac {1}{(\ln p_{n})^{4}}}\right),}
qui permet de démontrer
{\displaystyle {\frac {p_{n}}{n}}=\ln n+\ln \ln n-1+{\frac {\ln \ln n-2}{\ln n}}-{\frac {(\ln \ln n)^{2}-6\ln \ln n+11}{2(\ln n)^{2}}}+o\left({\frac {1}{(\ln n)^{2}}}\right).}
Le théorème de Rosser montre que pn est supérieur à n ln n. On a pu améliorer cette minoration, et obtenir un encadrement :
{\displaystyle \ln n+\ln \ln n-1<{\frac {p_{n}}{n}}<\ln n+\ln \ln n\quad {\text{pour }}n\geq 6}
et même,
{\displaystyle {\frac {p_{n}}{n}}<\ln n+\ln \ln n-0,948\quad {\text{pour }}n\geq 40~000.}

## Exemples d'estimations numériques
Voici un tableau qui montre le comportement comparé de π(x) et ses approximations, x/ln(x) et li(x), et les écarts absolus (en différence) et relatifs (en proportion) entre ces trois fonctions :
| x         | π(x)                             | π(x) – x/ln(x)             | π(x)/(x/ln(x))           | li(x) – π(x)            | li(x)/π(x)        | x/π(x)     | ln(x)  |
| 100=1     | 0, car 1 n'est pas premier       | non défini, car ln(1) = 0  | non défini car ln(1) = 0 | – l'infini              | non défini        | non défini | 0      |
| 2 × 100=2 | 1 (le premier « 2 »)             | –2                         | 0,347                    | 0                       | 0                 | 2,000      | 0,693  |
| 4 × 100=4 | 2 (les premiers « 2 » et « 3 »)  | –1                         | 0,693                    | 1                       | 1,500 000 000 000 | 2,000      | 1,386  |
| 101       | 4 (« 2 », « 3 », « 5 » et « 7 ») | –0                         | 0,921                    | 2                       | 1,500 000 000 000 | 2,500      | 2,303  |
| 102       | 25                               | 3                          | 1,151                    | 5                       | 1,200 000 000 000 | 4,000      | 4,605  |
| 103       | 168                              | 23                         | 1,161                    | 10                      | 1,059 523 809 524 | 5,952      | 6,908  |
| 104       | 1 229                            | 143                        | 1,132                    | 17                      | 1,013 832 384 052 | 8,137      | 9,210  |
| 105       | 9 592                            | 906                        | 1,104                    | 38                      | 1,003 961 634 696 | 10,430     | 11,513 |
| 106       | 78 498                           | 6 116                      | 1,084                    | 130                     | 1,001 656 093 149 | 12,740     | 13,816 |
| 107       | 664 579                          | 44 159                     | 1,071                    | 339                     | 1,000 510 097 370 | 15,050     | 16,118 |
| 108       | 5 761 455                        | 332 774                    | 1,061                    | 754                     | 1,000 130 869 720 | 17,360     | 18,421 |
| 109       | 50 847 534                       | 2 592 592                  | 1,054                    | 1 701                   | 1,000 033 452 950 | 19,670     | 20,723 |
| 10        | 455 052 511                      | 20 758 029                 | 1,048                    | 3 104                   | 1,000 006 821 191 | 21,980     | 23,026 |
| 1011      | 4 118 054 813                    | 169 923 159                | 1,043                    | 11 588                  | 1,000 002 813 950 | 24,280     | 25,328 |
| 1012      | 37 607 912 018                   | 1 416 705 193              | 1,039                    | 38 263                  | 1,000 001 017 419 | 26,590     | 27,631 |
| 1013      | 346 065 536 839                  | 11 992 858 452             | 1,034                    | 108 971                 | 1,000 000 314 885 | 28,900     | 29,934 |
| 1014      | 3 204 941 750 802                | 102 838 308 636            | 1,033                    | 314 890                 | 1,000 000 098 251 | 31,200     | 32,236 |
| 1015      | 29 844 570 422 669               | 891 604 962 452            | 1,031                    | 1 052 619               | 1,000 000 035 270 | 33,510     | 34,539 |
| 1016      | 279 238 341 033 925              | 7 804 289 844 392          | 1,029                    | 3 214 632               | 1,000 000 011 512 | 35,810     | 36,841 |
| 4 × 1016  | 1 075 292 778 753 150            | 28 929 900 579 949         | 1,028                    | 5 538 861               | 1,000 000 005 151 | 37,200     | 38,228 |
| 1017      | 2 623 557 157 654 233            | 68 883 734 693 281         | 1,027                    | 7 956 589               | 1,000 000 003 033 | 38,116     | 39,144 |
| 1018      | 24 739 954 287 740 860           | 612 483 070 893 536        | 1,025                    | 21 949 555              | 1,000 000 000 887 | 40,420     | 41,447 |
| 1019      | 234 057 667 276 344 607          | 5 481 624 169 369 960      | 1,024                    | 99 877 775              | 1,000 000 000 427 | 42,725     | 43,749 |
| 1020      | 2 220 819 602 560 918 840        | 49 347 193 044 659 701     | 1,023                    | 222 744 644             | 1,000 000 000 100 | 45,028     | 46,052 |
| 1021      | 21 127 269 486 018 731 928       | 446 579 871 578 168 707    | 1,022                    | 597 394 254             | 1,000 000 000 028 | 47,332     | 48,354 |
| 1022      | 201 467 286 689 315 906 290      | 4 060 704 006 019 620 994  | 1,021                    | 1 932 355 208           | 1,000 000 000 010 | 49,636     | 50,657 |
| 1023      | 1 925 320 391 606 803 968 923    | 37 083 513 766 578 631 309 | 1,020                    | 7 250 186 216           | 1,000 000 000 004 | 51,939     | 52,959 |
| OEIS      | suite A006880 de l'OEIS          | suite A057835 de l'OEIS    |                          | suite A057752 de l'OEIS |                   |            |        |

Notes (les indices « i » dans ces notes correspondent aux renvois « Ti » dans le tableau) :
1. ↑  Dans le théorème des nombres premiers, « x » peut représenter un nombre réel positif ; cependant dans ce tableau, les exemples ont été choisis parmi les entiers pour simplifier l'illustration. La progression des exemples a été choisie exponentielle (à l'exception des 2e, 3e et 20e lignes) pour être adaptée à l'évolution logarithmique des nombres premiers.
2. ↑  Le résultat de « π(x) - x/ln(x) » est arrondi à sa partie entière ; le signe « – » à la 2e ligne indique que le résultat est légèrement négatif (environ –0,3) avant arrondi à 0.
3. ↑  Le calcul à 3 décimales « π(x)/(x/ln(x)) » a été réalisé avec une valeur décimale approchée de « x/ln(x) » non présentée dans ce tableau et non pas à l'aide de la seconde colonne du tableau donnant la seule partie entière de « π(x) – x/ln(x) » donc de « x/ln(x) ».
4. ↑  Le résultat « li(x) – π(x) » est arrondi à sa partie entière.
5. ↑  Les valeurs approchées de « li(x)/π(x) » sont arrondies (et non tronquées) à la 12e décimale ; mais le calcul est fait avec la valeur de « li(x) » arrondie à sa partie entière, car issu de la colonne précédente. Pour un calcul plus précis, il faut utiliser des tables de « li(x) », sous forme imprimée telle que celle-ci, ou bien calculée en ligne telle que celle-là.
6. ↑  Ce rapport « x/π(x) » mesure la dilution croissante des nombres premiers inférieurs à un nombre entier (ou réel) « x », lorsque ce nombre augmente.